# Nikon Coolpix 5400

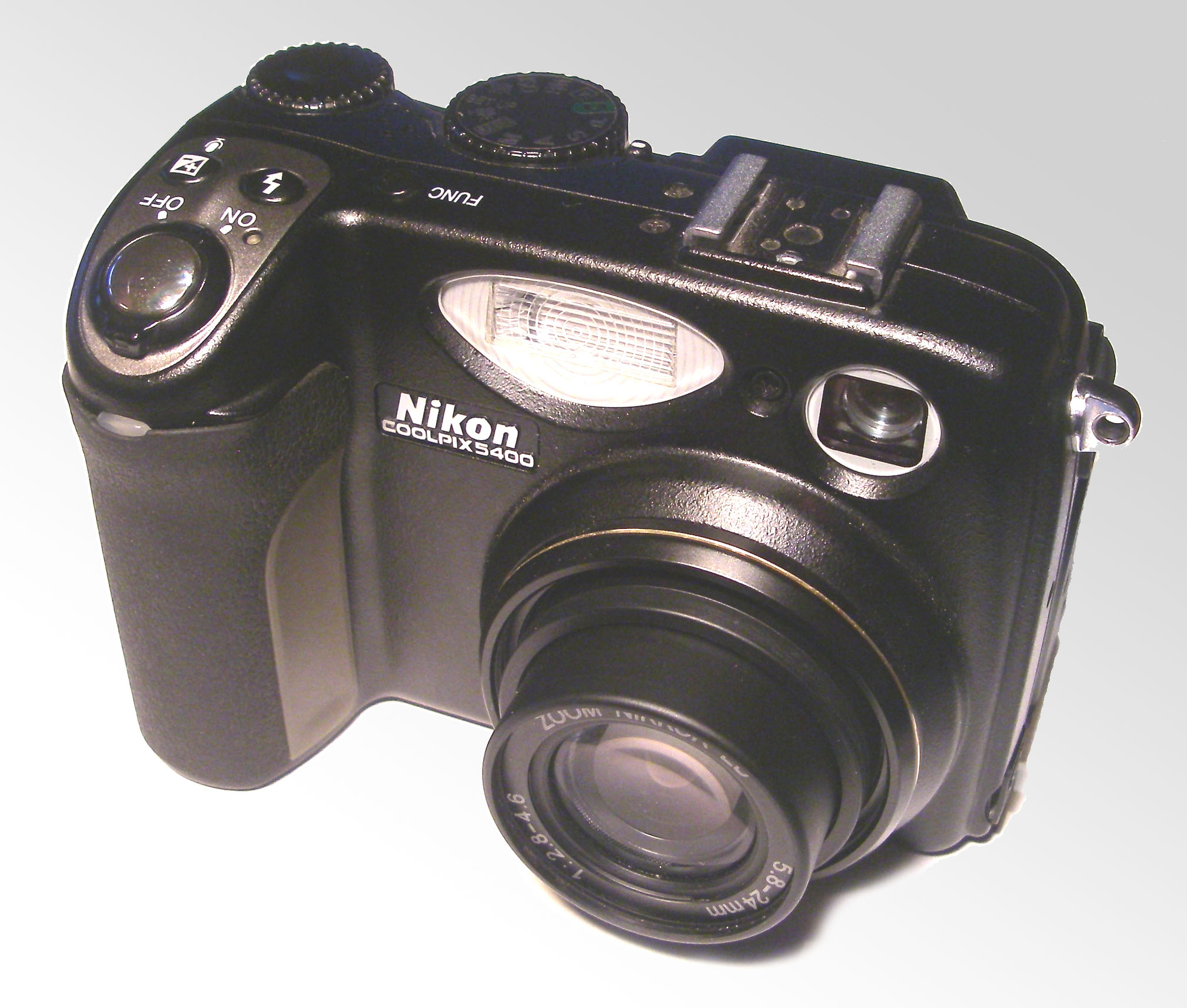
Nikon Coolpix 5400

Le Nikon Coolpix 5400 est un appareil photographique numérique de type compact fabriqué par Nikon, de la série Nikon Coolpix.

## Description
Le 5400 est un appareil de dimensions : 10,8 x 7,3 x 6,9 cm.

Présenté en juin 2003, son boîtier de forme ergonomique lui assure une bonne prise. Il possède une définition de 5,1 mégapixels et est équipé d'un zoom optique de 4x.

Sa portée minimum de la mise au point est de 50 cm mais ramenée à 1 cm en mode macro.

Son automatisme gère 15 modes Scène pré-programmés afin de faciliter les prises de vues (coucher de soleil/clair de lune, paysage, portrait, macro, musée, fête/intérieur, rétro-éclairage, plage/neige, portrait nuit, feu d'artifice, nocturne, aube/crépuscule, assistant de panorama, duplication, sports), ainsi qu'un programme de réduction numérique du bruit ISO.

L’ajustement de l'exposition est automatique et permet également un mode manuel avec un ajustement dans une fourchette de ±2.0 par paliers de 0,33 EV.

La balance des blancs se fait de manière automatique, mais également semi-manuelle avec des options pré-réglées (lumière incandescent, tubes fluorescents, lumière teintée, nuageux, flash).

La fonction "BSS" sélectionne, parmi une séquence de dix prises de vues successives, l'image la mieux exposée et l'enregistre automatiquement.

Son flash incorporé a une portée effective de 0,5 à 4,5 m et dispose de la fonction atténuation des yeux rouges. L'appareil possède également une griffe porte-flash.

Son mode Rafale permet de réaliser 3 images par seconde.
Nikon a arrêté sa commercialisation en 2006.

## Caractéristiques
- Capteur CCD taille 1/1,8 pouce : 5,26 millions de pixels, effective : 5,1 millions de pixels
- Zoom optique: 4x, numérique: 4x
  - Distance focale équivalence 35 mm: 28-116 mm
  - Ouverture de l'objectif: F/2,8-F/4,6
- Vitesse d'obturation: 8 à 1/4000 seconde
- Sensibilité: ISO 50 - 100 - 200 et 400
- Stockage: CompactFlash type I et II - Pas de mémoire interne
- Définition image maxi: 2592x1944 au format JPEG et TIFF
- Autres définitions: 1600x1200, 1024x768 et 640x480
- Définitions vidéo: 320x240 et 640x480 à 15 images par seconde au format QuickTime
- Connectique: USB, audio-vidéo composite
- Écran LCD pivotant de 1,5 pouce - matrice active TFT de 134 000 pixels
- Batterie propriétaire rechargeable Lithium-ion type EN-EL1
- Poids: 320 g sans accessoires (batterie et carte mémoire)
- Finition: noir.